# 殺手進城
《殺手進城》是一部美國黑色犯罪悲喜劇劇情喜劇，由比爾·哈德和亞歷·柏格創作和執行製作，於2018年3月25日在HBO首播。比爾·哈德同時擔綱男主角，出演一名誤打誤撞愛上表演的抑鬱職業殺手。

## 演員與角色

### 主演
- 比爾·哈德 飾 巴瑞·伯克曼/巴瑞·布洛克（Barry Berkman/Barry Block）

海軍陸戰隊中士，從阿富汗退役回到美國中西部成爲職業殺手，意外愛上表演卻無法擺脫自己的犯罪過往
- 斯蒂芬·魯特 飾 門羅·福尤克斯（Monroe Fuches）

巴瑞的負責人，作爲世交發展其成爲職業殺手，並出於私心令其爲己所用
- 莎拉·戈德堡（英语：Sarah Goldberg） 飾 莎莉·里德（Sally Reed）

表演班女同學，渴望成爲知名演員，日後發展爲巴瑞的感情對象
- 格倫·弗萊施勒 飾 戈蘭·帕扎爾（Goran Pazar，第1季）

車臣匪幫頭目，雇傭巴瑞解決妻子的健身私教姘頭
- 安東尼·卡里甘（英语：Anthony Carrigan (actor)） 飾 諾霍·漢克（NoHo Hank）

戈蘭副手，爲人积极平和，日後接替其領導車臣匪幫
- 亨利·温克勒 飾 金·庫斯諾（Gene Cousineau）

表演班指導和巴瑞的導師

### 常駐
- 寶拉·紐桑姆（英语：Paula Newsome） 飾 詹妮絲·莫斯警探（Janice Moss）

洛杉磯警察局警探，負責調查瑞恩·麥迪遜謀殺案，庫斯諾對其一見鍾情
- 羅伯特·柯蒂斯·布朗（英语：Robert Curtis Brown） 飾 邁克·霍爾曼（Mike Hallman，第1季）

非正式負責莎莉的人才中介，藉口玩笑提出性要求被拒後不再接手
- 克里斯托弗·馬奎特 飾 克里斯·盧卡多（Chris Lucado，第1季）

海軍陸戰隊退役後勤士官，巴瑞爲數不多的朋友
- 約翰·皮爾魯切洛（John Pirruccello）飾 約翰·洛奇警探（John Loach，第1–2季）

莫斯警探搭檔，因離婚而抑鬱
- 莎拉·伯恩斯（英语：Sarah Burns） 飾 梅警探（Mae，第2季）

洛奇警探的粗綫條新搭檔
- 達瑞爾·布里特-吉布森（英语：Darrell Britt-Gibson） 飾 傑梅因·傑弗林特（Jermaine Jefrint）

表演班男同學和巴瑞的兩名室友之一
- 達西·卡爾登（英语：D'Arcy Carden） 飾 娜塔莉·格里爾（Natalie Greer）

表演班女同學，時常在劇場幫庫斯諾打下手
- 安迪·凱瑞（Andy Carey）飾 埃里克（Eric）

表演班男同學，熱衷卻不善於撞詩和饒舌
- 凱倫·大衛（英语：Karen David） 飾 克里斯之妻莎朗·盧卡多（Sharon Lucado，第1季）
- 賴特爾·多伊爾（Rightor Doyle）飾 尼克·尼科爾比（Nick Nicholby）

表演班的男同同學和巴瑞的兩名室友之一
- 亞歷杭德羅·弗斯（Alejandro Furth）飾 安東尼奧·曼努埃爾（Antonio Manuel）

表演班的波多黎各男同學
- 柯比·豪厄爾-巴普蒂斯特（英语：Kirby Howell-Baptiste） 飾 薩莎·巴克斯特（Sasha Baxter）

表演班的英國女同學，供職於露露樂蒙專賣店
- 邁克爾·厄爾比（英语：Michael Irby） 飾 克里斯托瓦爾·西豐特斯（Cristobal Sifuentes）

玻利維亞黑幫老大，講究和氣生財
- 安德魯·利兹（英语：Andrew Leeds (actor)） 飾 里奧·庫斯諾（Leo Cousineau，第2季）

與金·庫斯諾疏遠的兒子，從事有機農業
- 帕特麗夏·法蘇阿（Patricia Fa'asua）飾 緬甸幫派老大埃絲特（Esther，第2季）
- 馬克·伊萬尼爾（英语：Mark Ivanir） 飾 瓦恰和魯斯蘭雙胞胎兄弟（Vacha & Ruslan，第1季）
- 戴爾·帕文斯基（Dale Pavinski）飾 泰勒·加雷特（Taylor Garrett，第1季）

海軍陸戰隊退役軍人, 克里斯的朋友，主动加入巴瑞的突袭行动
- 傑西·霍奇斯（英语：Jessy Hodges） 飾 琳賽·曼德爾（Lindsay Mandel，第2季）

負責莎莉的女性人才中介，較其男同事更盡心盡力
- 克里斯·麥加瑞（英语：Chris McGarry） 飾 邁克爾·科恩（Michael Cohen，第2季）

負責莎莉的另外兩名男性中介之一
- 羅德尼·蘇（Rodney To）飾 邁克（Mike，第2季）

負責莎莉的另外兩名男性中介之一
- 加里·克勞斯（Gary Kraus）飾 洛杉磯警察局局長
- 尼基塔·博戈柳博夫（Nikita Bogolyubov）飾 邁爾別克（Mayrbek，第2季）

車臣匪幫潛力新秀和巴瑞重點關照對象
- 特洛伊·恰伊拉克（Troy Caylak）飾 漢克副手阿赫馬爾（Akhmal，第2季）
- 尼克·格雷瑟（Nick Gracer）飾 車臣匪幫成員揚達爾（Yandal，第2季）
- 喬·馬辛伊爾（Joe Massingill）飾 莎莉前夫山姆（Sam，第2季）
- 詹姆斯·博之·廖 飾 阿爾伯特·阮（Albert Nguyen，第2季）

巴瑞在阿富汗服役期間共同駐守哨所的戰友
- JB·布蘭克（英语：JB Blanc） 飾 巴蒂爾（Batir，第2季）

### 客串
- 泰勒·雅各布·穆爾（英语：Tyler Jacob Moore） 飾 瑞恩·麥迪遜/理查德·克倫姆夫（Ryan Madison/Richard Krempf，《第一章：留下你的印記》）
- 邁克爾·博夫謝弗（Michael Bofshever）飾 喬治·克蘭夫（George Krempf，《第二章：用起來》）
- 伊兹·迪亞斯（Izzy Diaz）飾 克拉克·羅伯茨警探（Clark Roberts，《第二章：用起來》）
- 凱特·福斯特（英语：Kat Foster） 飾 麗芙（Liv，《第三章：偏向虎山行》）
- 拉瑞·漢金（英语：Larry Hankin） 飾 斯托夫卡（Stovka，《第三章：偏向虎山行》）
- 喬·漢姆 飾 自己（《第四章：忠心……於你》）
- 迪米特爾·D·馬里諾夫（英语：Dimiter Marinov） 飾 阿巴斯（Abbas，《第四章：忠心……於你》）
- 羅斯·菲利普斯（Ross Philips）飾 扎克·布羅斯（Zach Burrows，《第四章：忠心……於你》）
- 肖恩·布赫霍爾茨（Shaughn Buchholz）飾 職業殺手（《演出必須繼續，吧？》）
- 邁克爾·安東尼·比奇 飾 作品集（英语：showreel）中警探（《不的力量》）
- 山姆·因格拉菲亞（Sam Ingraffia） 飾 托馬斯·弗里德曼（《過去＝當下×將來∕昨天》）
- 亞歷克莎·哈文斯（英语：Alexa Havins） 飾 凱特（Kate，《過去＝當下×將來∕昨天》）
- 丹尼爾·伯恩哈特 飾 朗尼·普羅克辛（Ronny Proxin，《朗尼/莉莉》）
- 潔西·賈科馬齊（Jessie Giacomazzi）飾 莉莉·普羅克辛（Lily Proxin，《朗尼/莉莉》）
- 黛布·海特（Deb Hiett）飾	戴安娜·洛奇（Diana Loach，《真相它有個響》）
- 傑·羅奇（英语：Jay Roach） 飾 自己（《試鏡》）
- 大衛·道格拉斯（David Douglas）飾 亞倫·瑞恩（Aaron Ryan，《試鏡》）
- P·J·馬里諾（P.J. Marino）飾 聖貝納迪諾縣縣警（英语：Sheriffs in the United States）威爾遜（Wilson）

## 劇集
| 季數 | 集数 | 集数 | 首播日期      | 首播日期      |
| 季數 | 集数 | 集数 | 首映          | 季终          |
| ---- | ---- | ---- | ------------- | ------------- |
| 1    | 8    | 8    | 2018年3月25日 | 2018年5月13日 |
| 2    | 8    | 8    | 2019年3月31日 | 2019年5月19日 |

### 第1季（2018）
| 總集數 | 集數 （季） | 標題                                                                      | 導演        | 編劇                          | 首播日期      | 美國收視人數 （百萬） |
| ------ | ----------- | ------------------------------------------------------------------------- | ----------- | ----------------------------- | ------------- | --------------------- |
| 1      | 1           | 第一章：留下你的印記 Chapter One: Make Your Mark                          | 比爾·哈德   | 亞歷·柏格 & 比爾·哈德         | 2018年3月25日 | 0.564                 |
| 2      | 2           | 第二章：用起來 Chapter Two: Use It                                        | 比爾·哈德   | 亞歷克·伯格 & 比爾·哈德       | 2018年4月1日  | 0.641                 |
| 3      | 3           | 第三章：偏向虎山行 Chapter Three: Make the Unsafe Choice                  | 比爾·哈德   | 達菲·布德羅（Duffy Boudreau） | 2018年4月8日  | 0.595                 |
| 4      | 4           | 第四章：忠心……於你 Chapter Four: Commit … to YOU                          | 瑪吉·凱瑞   | 莎拉·蘇萊曼尼                 | 2018年4月15日 | 0.511                 |
| 5      | 5           | 第五章：幹你的活 Chapter Five: Do Your Job                                | 村井浩      | 本·史密斯（Ben Smith）        | 2018年4月22日 | 0.643                 |
| 6      | 6           | 第六章：耳聽面現 Chapter Six: Listen With Your Ears, React With Your Face | 村井浩      | 艾米莉·海勒                   | 2018年4月29日 | 0.560                 |
| 7      | 7           | 第七章：響、快，然後繼續 Chapter Seven: Loud, Fast, and Keep Going        | 亞歷克·伯格 | 麗茲·薩爾諾夫                 | 2018年5月6日  | 0.636                 |
| 8      | 8           | 第八章：瞭解你的真相 Chapter Eight: Know Your Truth                       | 亞歷克·伯格 | 亞歷克·伯格 & 比爾·哈德       | 2018年5月13日 | 0.548                 |

### 第2季（2019）
| 總集數 | 集數 （季） | 標題                                                         | 導演                        | 編劇                           | 首播日期      | 美國收視人數 （百萬） |
| ------ | ----------- | ------------------------------------------------------------ | --------------------------- | ------------------------------ | ------------- | --------------------- |
| 9      | 1           | 演出必須繼續，吧？ The Show Must Go On, Probably?            | 村井浩                      | 亞歷·柏格 & 比爾·哈德          | 2019年3月31日 | 0.532                 |
| 10     | 2           | 不的力量 The Power of No                                     | 村井浩                      | 陶菲克·科拉德（Taofik Kolade） | 2019年4月7日  | 0.424                 |
| 11     | 3           | 過去＝當下×將來∕昨天 Past ＝ Present × Future Over Yesterday | 明姬·斯皮羅（Minkie Spiro） | 傑森·金（Jason Kim）           | 2019年4月14日 | 1.78                  |
| 12     | 4           | 啥？！ What?!                                                | 萊扎·約翰遜                 | 達菲·布德羅（Duffy Boudreau）  | 2019年4月21日 | 1.94                  |
| 13     | 5           | 朗尼/莉莉 ronny/lily                                         | 比爾·哈德                   | 亞歷克·伯格 & 比爾·哈德        | 2019年4月28日 | 2.03                  |
| 14     | 6           | 真相它有個響 The Truth Has a Ring to It                      | 亞歷克·伯格                 | 艾米莉·海勒                    | 2019年5月5日  | 1.99                  |
| 15     | 7           | 試鏡 The Audition                                            | 亞歷克·伯格                 | 麗兹·薩爾諾夫                  | 2019年5月12日 | 1.87                  |
| 16     | 8           | 伯克曼＞布洛克 berkman > block                               | 比爾·哈德                   | 亞歷克·伯格 & 比爾·哈德        | 2019年5月19日 | 2.21                  |